# Sepp Dostthaler
Pour les articles homonymes, voir Dostthaler.

Sepp Dostthaler, né le 9 janvier 1965  est un pilote de bobsleigh allemand.

## Palmarès
Sepp Dostthaler est un ancien bobeur allemand qui a concouru au milieu des années 1990. Il est surtout connu pour sa troisième place lors des championnats de la Coupe du monde de bobsleigh 1995-1996 dans l'épreuve de bob à deux.